# Antrolana lira
Antrolana lira là một loài chân đều trong họ Cirolanidae. Loài này được Bowman miêu tả khoa học năm 1964.